# علي أباد (قوريغل)
علي أباد (بالفارسية: علی‌آباد) هي منطقة سكنية تقع في إيران في قسم قوريغل الريفي. يقدر عدد سكانها بـ 1,250 نسمة .